# Museo Internacional de la Gaita
El Museo Internacional de la gaita se encuentra ubicado dentro del Museo del Pueblo de Asturias en la ciudad española de Gijón, Principado de Asturias.
El museo fue inaugurado en el año 1965, en este año se situó en el Antiguo Instituto Jovellanos, años más tarde, en 1975 se traslada a su actual ubicación, la casa de los González Vega, dentro del Pueblo de Asturias.
Desde el principio la gestión corresponde a la Fundación Municipal de Cultura del Ayuntamiento de Gijón quien ostenta su titularidad.

## La exposición
La exposición permanente el museo comprende una muestra de gaitas procedentes de todos los lugares que utilizan o han utilizado este instrumento. 
Podemos ver gaitas de África, Europa, Galicia, Aragón, Mallorca, Trás-os-Montes y Asturias.
El museo se centra sobre todo en la asturiana, así podemos ver una sala dedicada exclusivamente a este instrumento. En esta sala se nos cuenta la historia y su relevancia dentro de la estructura social asturiana tradicional. Como complemento de esta sala podemos ver diferentes tipos de gaitas asturianas, con piezas desde el siglo XIX.
Finalmente el museo nos muestra una serie de instrumentos asturianos.